# Crozes-Hermitage
Crozes-Hermitage is een gemeente in het Franse departement Drôme (regio Auvergne-Rhône-Alpes) en telt 416 inwoners (1999). De plaats maakt deel uit van het arrondissement Valence.

## Geografie
De oppervlakte van Crozes-Hermitage bedraagt 5,5 km², de bevolkingsdichtheid is 75,6 inwoners per km².

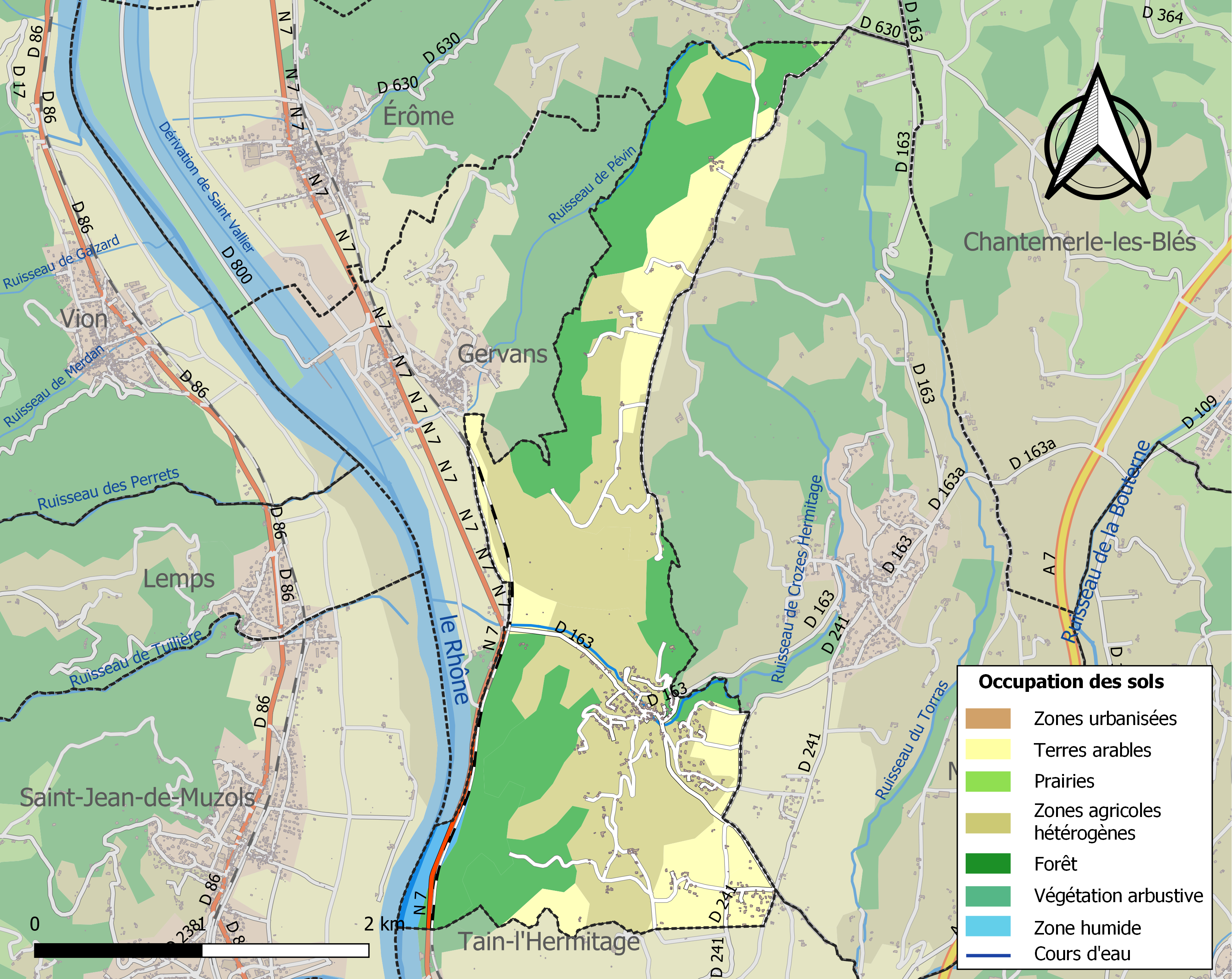
Kaart van de gemeente met belangrijkste infrastructuur, bodemgebruik en omliggende gemeenten

## Demografie
Onderstaande figuur toont het verloop van het inwonertal (bron: INSEE-tellingen).